# 高木完
高木 完（たかぎ かん、1961年11月15日 - ）は、日本のヒップホップミュージシャン、DJ、音楽プロデューサーである。K.A.N CO.LTD代表取締役で日本のヒップホップ黎明期より活動を続ける。神奈川県逗子市出身で文化学院高等部・大学部を卒業する。本名は高木一裕。

## 人物・来歴
中学時代からパンクに傾倒する。
文化学院高等部に進学する。のちに級友とともに「東京ブラボー」を結成するブラボー小松、のちの米米クラブのリーダー大久保謙作がいた。1978年ごろから東京ロッカーズ周辺にかかわり、坂本みつわと知り合う。
1979年にバンド「FLESH」のボーカリストとしてデビューする。1981年から1984年にブラボー小松、坂本みつわと「東京ブラボー」を結成して活動する。THE MODSの日比谷野外音楽堂で前座を務めるも、MODSファンからブーイングが起きて座布団が飛び交う。ニュー・ウェイヴ喫茶「ナイロン100%」の常連となり、桑原茂一プロデュースのクラブ「ピテカントロプス・エレクトス」や大貫憲章がDJを務めるディスコ「新宿ツバキハウス」などでライブ活動した。雑誌『ホットドッグ・プレス』や『宝島』などでライターとしても活動する。
1985年に、近田春夫原案・総指揮、手塚眞監督のロックミュージカル映画『星くず兄弟の伝説』に、久保田慎吾とともに主演する。
1984年ごろからDJを、1985年にいとうせいこうのサポートとしてヒップホップを、それぞれ手掛け始め、1986年に藤原ヒロシとタイニー・パンクスを結成し、日本のヒップホップの先駆者として活動を開始する。1986年ごろ、藤原ヒロシとともに近田春夫にヒップホップ文化を紹介した。
1987年から1990年代初頭頃までサブカルチャー雑誌時代の宝島に、タイニー・パンクスによる『LAST ORGY』、高木個人による『WORD!』を連載する。
1988年に、高木完、藤原ヒロシ、屋敷豪太、工藤昌之 (K.U.D.O.)、中西俊夫（ex プラスチックス）の5人により、日本初のヒップホップを中心としたクラブミュージックレーベル“メジャー・フォース (MAJOR FORCE) ”を設立し、ECDやスチャダラパーらを輩出する。
1991年に、エピックレコードジャパンからソロ・デビューし、1992年にキューンレコードへ、1997年東芝EMIへそれぞれ移籍する。
2015年に「星くず兄弟の伝説」の続編で2016年公開予定の「星くず兄弟の新たな伝説」に出演者、スタッフとして関わることを発表する。2015年12月22日の午後4時40分に妻の髙木浩子（むぎばやしひろこ）が永眠したことをTwitterで報告した。

## 出演

### 映画
- 星くず兄弟の伝説 （1985年6月15日） - 高木一裕名義
- SF サムライ・フィクション （1998年8月1日）
- 星くず兄弟の新たな伝説（2018年1月20日）

### インターネットラジオ
- SUNDAY LIVE BEATNIK （2017年4月2日 - 9月24日、WREP）
- MONDAY NIGH! （2017年10月2日 - 、WREP）

### ラジオ
- TOKYO M.A.A.D SPIN（2020年4月 - 、J-WAVE） - 火曜日パーソナリティー[4]

## ディスコグラフィ

### シングル
1. 恋のフォーミュラ（1991年7月25日）
2. HIP.HIP.FOLK（1991年12月1日）
3. 愛のテーマ（1997年2月26日）
4. Wonder Walk（1999年5月12日）

### アルバム
1. Fruit Of The Rhythm（1991年4月25日）
2. Grass Roots（1992年5月21日）
3. Heavy Duty Vol.1（1993年6月21日）
4. ARTMAN（1997年3月19日）
5. HELLO（1999年5月26日）
6. Projection（2006年9月6日）「J.O.Y.」名義

T.I.M.E.

### 参加作品
- 東京ニュー・ウェイヴ'79（1979年）
  - 13.LINGLINGLEE″KAN & K.U.D.O RMX@APESOUNDS″remixed by KAN TAKAGI&K.U.D.O
- オムニバス「ATOM KIDS Tribute to the king "O.T."」（1998年11月26日）
  - 5.スペースジャイアンツのテーマ／高木完
- OOIOO「SHOCKCITY SHOCKERS VOL.2」（2001年8月8日）
- ビースティ・ボーイズ「ソリッド・ゴールド・ヒッツ-シングルズ・コレクション-」（2005年11月2日）
  - 16.アール・アール・エヌ・エヌ(ストレート・アウタ・シブヤ)feat.Kan Takagi
- ORANGE RANGE「Squeezed」（2006年4月12日）
  - 4.パディ ボン マへ Kan Takagi REMIX
- TERIYAKI BOYZ「SERIOUS JAPANESE」（2009年1月28日）
  - 10.(CAN'T) "BAKE" THAT "FAPE" Feat. Takagikan & Adrock（flom BEASTIE BOYS)

## 音楽担当
- 内閣権力犯罪強制取締官 財前丈太郎
- 遊びの時間は終らない

### 関係人物・グループ
- 朝本浩文
- いとうせいこう
- 久保田慎吾
- こだま和文
- 近田春夫
- 手塚眞
- 中西俊夫
- 藤原ヒロシ
- 屋敷豪太
- YOU THE ROCK★
- TINNIE PUNX
- バーナード・パーディー
- 鈴木賢司
- スチャダラパー
- 脱線3
- DS455
- 電気グルーヴ
- 東京ブラボー
- 東京ロッカーズ
- ボアダムス
- 真心ブラザーズ
- 松岡俊介
- UA
- YOU
- 浅野忠信
- 永瀬正敏
- 安藤政信
- CHARA
- 松田龍平